# Jardín Botánico Alpino Flore-Alpe

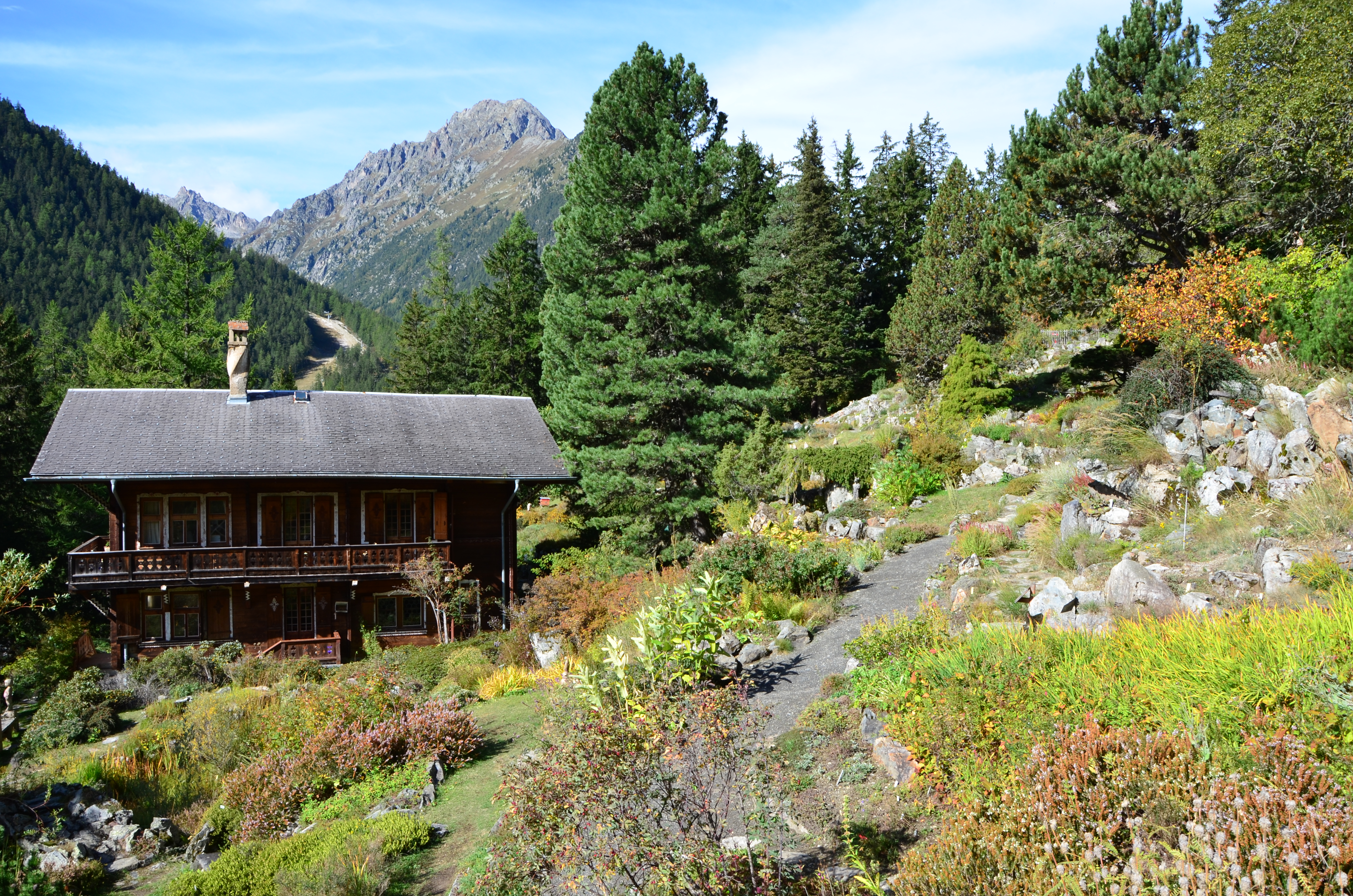
Parte del Jardín Botánico Alpino Flore-Alpe.

El Jardín Botánico Alpino Flore-Alpe es un jardín botánico en Champex-lac en el cantón de Valais en Suiza. Su código de reconocimiento internacional como institución botánica así como las siglas de su herbario es ALPFL.

## Localización
El jardín botánico se ubica en la ladera del norte del monte Catogne, dando vista al lago Champex y al Grand Combin a un altitud de 1500 m s. n. m.
Alpine Garden "Flore-Alpe", Foundation J.M. Aubert, CH-1938 Champex-lac, Valais, Switzerland-Suiza

## Historia
La creación del jardin alpino «Flore-Alpe»" se debe a una iniciativa del industrial e ingeniero Jean-Marcel Aubert (1875–1968). 
Los primeros trabajos de acondicionamiento comenzaron en 1925 terminando en 1927. La estructura actual es el fruto del trabajo de un hombre apasionado Egidio Anchisi que fue el jardinero jefe durante más de cuarenta años. 
En 1967, Jean-Marcel Aubert hizo una fundación con la participación de la ciudad de Ginebra y el cantón de Neuchâtel. La gestión de la fundación J-M Aubert fue confiada conjuntamente al Conservatorio y jardín botánico de la ciudad de Ginebra y al instituto de botánica de la universidad de Neuchâtel.
En 1991 la fundación, J-M Aubert incrementó sus actividades añadiendo según el deseo de su fundador, una parte científica al jardín alpino, el centro alpino de fitogeografía, gracias a la ayuda financiera del cantón de Valais y de la comuna de Orsières.

## Colecciones
Sobre varios millares de metros cuadrados de rocalla, se encuentran tanto plantas de los Alpes como de las montañas de los cinco continentes, más de 3000 especies en total, que hacen de "Flore-Alpe" uno de los jardines más ricos de los Alpes. 
Además las colecciones de, 
- Rosales salvajes,
- Rhododendron,
- Primulas,
- Saxifragas
- Plantas protegidas en Suiza que se diferencian por otra parte en todo el jardín por unas placas particulares.

Están representados varios biotopos característicos tales como cascadas, medios húmedos, turberas, prados secos.